# Juan de Mariana
Juan de Mariana, född 1536 i Talavera, död 17 februari 1624 i Madrid, var en spansk jesuit och historieskrivare, medlem av monarkomakerna.

## Biografi
Juan de Mariana studerade i Alcala samt inträdde redan 1554 i jesuitorden. Från 1561 föreläste han teologi i Rom, där bland andra Roberto Bellarmino var hans student, senare på Sicilien och slutligen i Paris där hans föreläsningar om Thomas av Aquino drog många åhörare, men drog sig 1574 av hälsoskäl tillbaka till jesuitkollegiet i Toledo.
Politisk frimodighet utmärkte Marianas författarskap samt utsatte honom och hans skrifter för åtskilliga efterräkningar. Hans stora, på elegant
latin samt i naturligt framställningssätt, men med ringa kritisk sovring avfattade verk över Spaniens historia, av vilket 20 böcker utkom 1592, och som utgavs fullständigt 1602 under titeln  Historiae de rebus Hispaniae libri XXX, underkastades av honom själv en bearbetning på spanska (Historia de Espana, 1601, 1609), av vilken han sedermera ombesörjde tre förbättrade upplagor. Detta arbetes rent historiska del grundar sig i väsentlig mån på G. Zuritas år 1579 utgivna Historia del rey don Hernando el catolico. Mycket ryktbar blev Marianas skrift De reye et regis institutione (1599), i vilken han på grund av folksuveränitetsprincipen, jakande besvarar frågan huruvida en tyranns undanrödjande är en tillåtlig handling. Efter mordet på Henrik IV av Frankrike fick jesuiterna mycket kritik för denna skrift.
Andra anmärkningsvärda avhandlingar av Mariana innefattas i samlingen Tractattis VII theologici et historici (1609), där särskilt traktaterna De morte et immortalitate och De mutatione monetae märks; denna bok hamnade i Index Expurgatorius. Denna skrift ledde till att han efter sin död rannsakades av inkvistitionen, och då återfanns en kritik över jesuiternas verksamhet, De las enfermedades de la compama de Jesus y de sus remedios (1625), som han troligen författat. Karl III av Spanien lät trycka denna, och utvisade därefter jesuiterna från Spanien.